# Cirina butyrospermi
Espèce
La Chenille du Karité (Cirina butyrospermi), appelée communément Chitoumou en Dioula, est un lépidoptère appartenant à la famille des Saturniidae, du genre Cirina.

## Description

### Papillon
L'imago de la Chenille du Karité est un grand papillon brun de 10 cm d'envergure.

### Premiers stades
Les œufs sont de couleur blanchâtre, pondus en grappes le long des rameaux de karité durant le mois de juillet.
Les chenilles sont jaunes sur les flancs et couvertes de stries noires et blanches sur le dos. Elles se développent entre août et septembre, passant par 5 stades larvaires. Après métamorphose, les chenilles se retrouvent sur la face intérieure des feuilles de karité dont elles se nourrissent et peuvent être responsables d'importantes défoliations.
À la fin du stade larvaire, celles-ci tombent au sol et s'enfouissent afin de passer au stade de chrysalide.
Les chrysalides, d'une longueur de 4 cm, sont d'un noir luisant et sont observables au mois de septembre, au pied des arbres défoliés.

## Biologie

### Phénologie
Cirina butyrospermi a une durée de vie de 2 à 3 jour au stade adulte. Une seule génération est engendrée par an, la ponte ayant lieu en juillet. 
La durée de la période pré-copulatoire est en moyenne de 24 heures, pendant lesquelles l'accouplement a lieu. Les femelles pondent en moyenne 483 œufs, avec des valeurs extrêmes de 390 à 636 œufs (indiquant une variabilité individuelle significative de la production d'œufs). Elles pondent uniquement la nuit entre 19 h et 6 h. Elles meurent immédiatement après la ponte. 
Les œufs ont une durée d'incubation de 30 jours en moyenne. Après éclosion, le cycle de développement de la chenille comprend cinq stades larvaires se nourrissant de feuilles de karité et dure 30 à 36 jours. À la fin de cycle, la chenille tombe au sol et va creuser une galerie pour réaliser sa chrysalide. Elle se met en diapause durant 10 mois en moyenne. 

### Plantes hôtes
La plante hôte de la chenille est le Karité (Vitellaria paradoxa).

### Résistance aux effets du changements climatique
Cinara butyrospermi possède probablement un chorion épais. Il est alors probable, comme le suggère The Principles of Insect Physiology, que cela offre une protection contre les températures élevées et permet aux œufs de résister à la dessiccation. Ces découvertes semblent confirmer que les effets du changement climatique n'ont pas pu perturber le cycle de vie de cet insecte.

### Distribution
Elle a été observée au Mali, Burkina Faso, Ghana, Nigeria. On peut considérer que son aire de répartition correspond à l'aire de culture du Karité, dans toute l’Afrique équatoriale. 

## Consommation

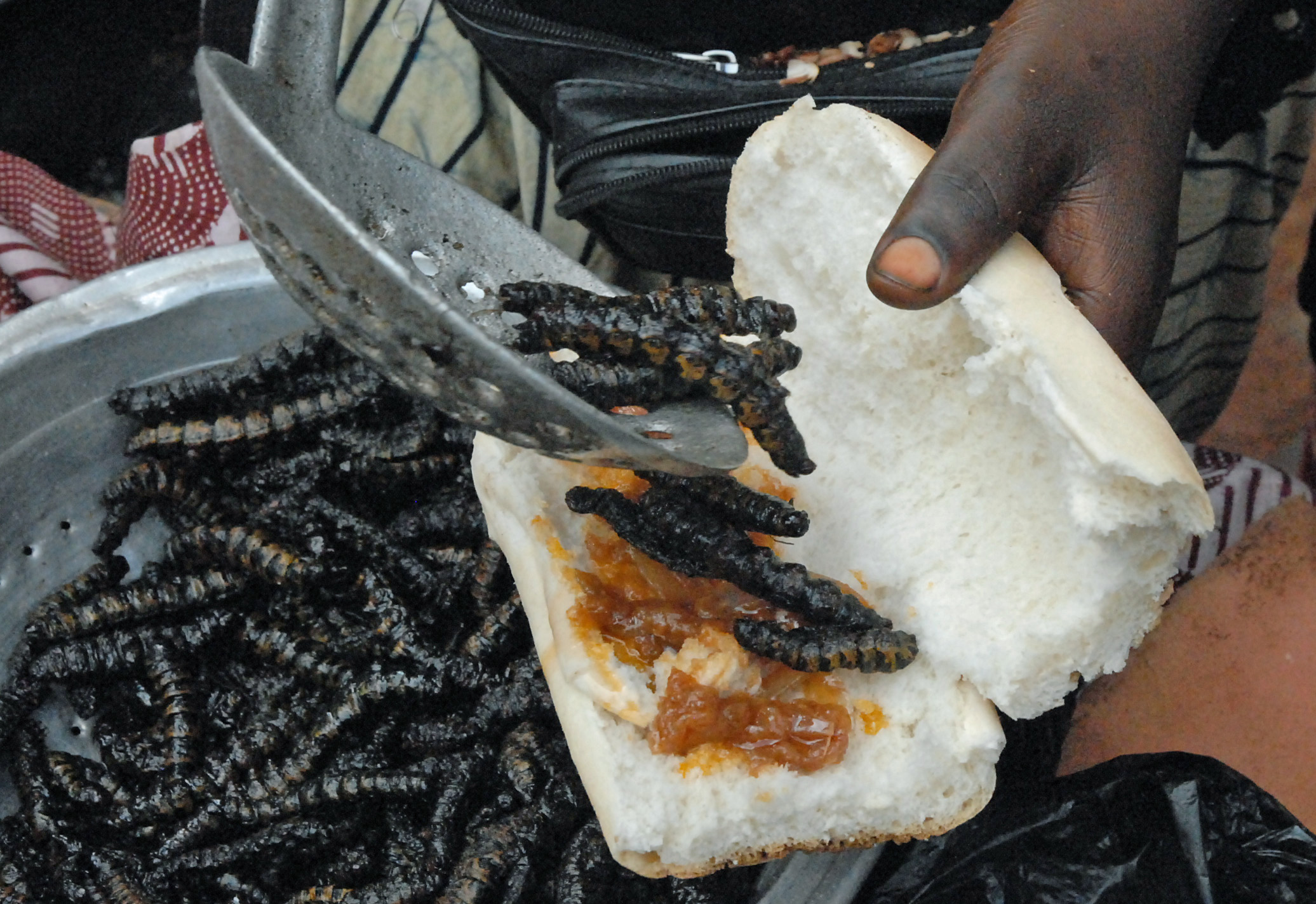
Sandwich à la chenille de karité à Boromo au Burkina Faso.

Cinara butyrospermi est considérée comme le second fruit du Karité. Elle est consommée fraiche et séchée dans les zones de productions du Karité et s'exporte au-delà sous forme séchée. Elle participe à la sécurité alimentaire dans les zones de productions du Karité.
Cinara butyrospermi  ou Chitoumou  en Dioula est considérée comme une spécialité culinaire de l'ethnie Bobo au Burkina Faso, ou elle est très appreciée d'ou son appellation « caviar de brousse » et on la cuisine de plusieurs manières (en sauce, frites et même au four).